# 景阳街道
景阳街道是中华人民共和国贵州省貴陽市修文县下辖的一个街道办事处。2020年5月14日，撤销扎佐镇，以原扎佐镇珍珠河居委会、襄阳居委会、景阳居委会、新园居委会、和新村、红星村、清溪村、香巴湖村设立景阳街道。

## 行政区划
景阳街道下辖以下村级行政区划单位：
景阳社区、新园社区、襄阳社区、珍珠河社区、和新村、红星村、香巴湖村、清溪村。